# Leányvár
Leányvár is een plaats (község) en gemeente in het Hongaarse comitaat Komárom-Esztergom. Leányvár telt 1708 inwoners (2001).